# Stenodyneriellus flavoclypeatus
Stenodyneriellus flavoclypeatus är en stekelart som beskrevs av Giordani Soika 1994. Stenodyneriellus flavoclypeatus ingår i släktet Stenodyneriellus och familjen Eumenidae. Inga underarter finns listade i Catalogue of Life.